# جوناثان لينغ
جوناثان لينغ (بالإنجليزية: Jonathan Ling)‏ هو شخصية أعمال نيوزلندي، ولد في عقد 1950.